# Zgaga (film)
Zgaga – amerykańska tragikomedia z 1986 roku na podstawie powieści Nory Ephron, w której opisała swój związek z Carlem Bernsteinem – dziennikarzem, który wykrył „aferę Watergate”.

## Obsada
- Jack Nicholson – Mark
- Meryl Streep – Rachel
- Maureen Stapleton – Vera
- Stockard Channing – Julie
- Richard Masur – Arthur
- Catherine O’Hara – Betty
- Steven Hill – Harry
- Miloš Forman – Dmitri

i inni